# Olivia Heussler

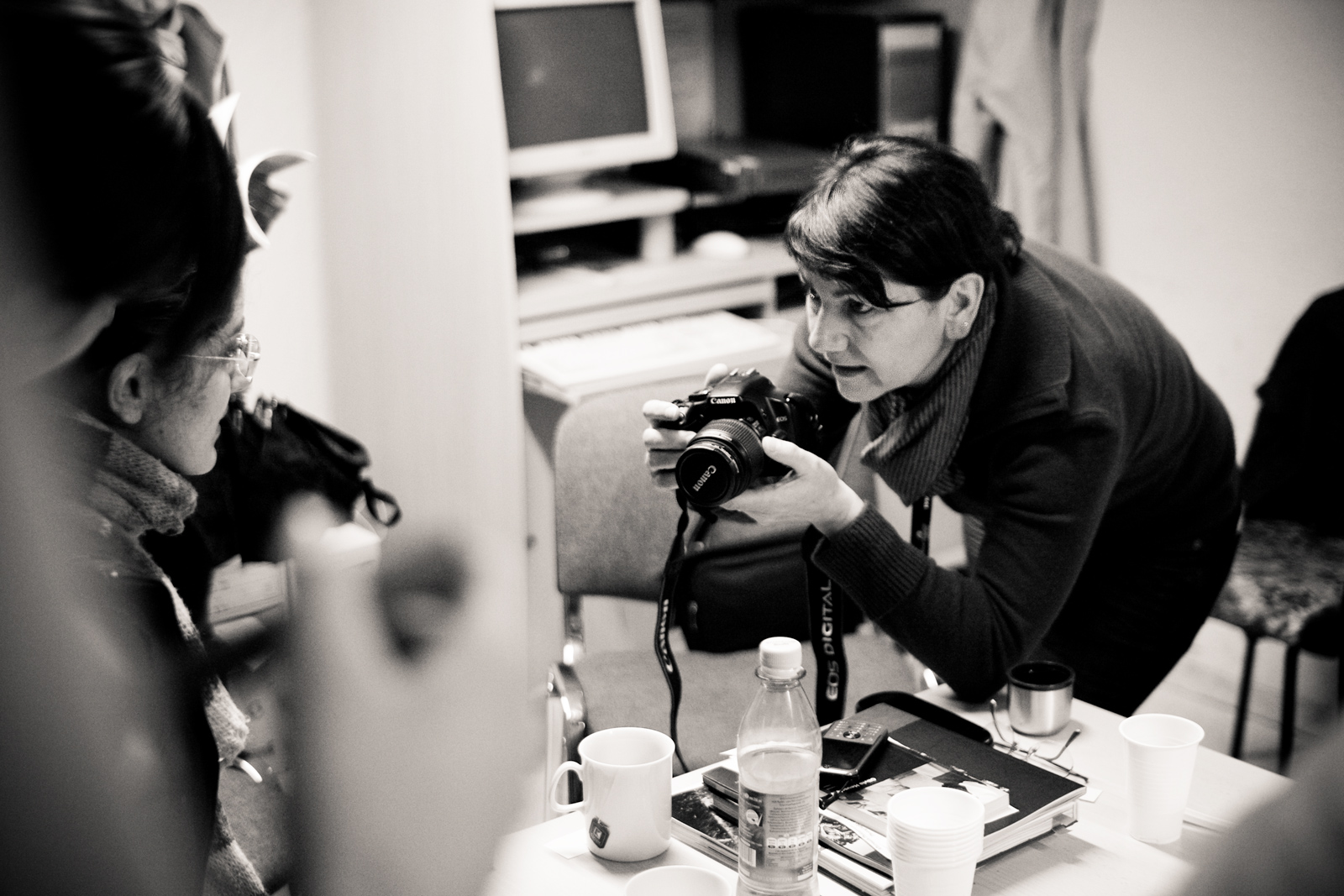
Olivia Heussler (2009)

Olivia Heussler (* 1957 in Zürich) ist eine Schweizer Fotografin. Sie dokumentierte unter anderem die Jugendunruhen in Zürich in den 1980er-Jahren, die nicaraguanische Revolution 1984–2007 und andere Befreiungsbewegungen.

## Leben und Werk

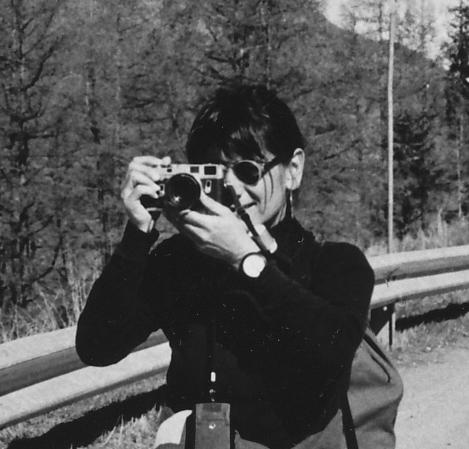

Olivia Heussler wuchs mit ihrer Schwester in einer Künstlerfamilie bei Zürich auf. Ihr Vater stellte die ersten Wechselrahmen und Vitrinen für die Wohnhilfe. Zudem war er Mitgründer des Zürcher Theater Spektakel und der Weihnachtsbeleuchtung an der Bahnhofstrasse. Ihre Grossmutter war die Malerin und Bildhauerin Alis Guggenheim.
Olivia Heussler studierte 1988 an der Fachklasse für Fotografie der Schule für Gestaltung in Zürich als Hospitantin und lebte in den 1990er-Jahren eine Zeit lang als Stipendiatin in der Cité Internationale des Arts Paris. In ihren Fotoessays zeigt sie unter anderem die Jugendunruhen in Zürich von 1980, Krieg und Frieden in Nicaragua, die Situation in Israel und Palästina, die Kurden in der Türkei Kurdistan, wie auch die Menschenrechtslage in Lateinamerika. 
Heusslers Werk umfasst Bilderessays aus Osteuropa, Sudan, Tansania, Honduras, Chile und Pakistan. Ihre Fotografien sind in öffentlichen und privaten Sammlungen vertreten und werden in internationalen Ausstellungen gezeigt. Olivia Heussler unterrichtet Fotografie.

## Politisch-weltanschauliches Engagement
„Man muss nicht das Schlachtfeld fotografieren, um zu zeigen, was Krieg ist. Ich dokumentiere, was diese Bewegungen auslösen. Am deutlichsten kann ich das an den Betroffenen zeigen, auf deren Seite ich stehe.“

„Als Fotografin habe ich auch die Aufgabe, die Betroffenen zu lehren, selber Fotos zu machen. … Das verstehe ich unter Entwicklungshilfe: den Leuten ein Werkzeug und Instruktionen an die Hand zu geben, damit sie unabhängig arbeiten können. Fotografie eignet sich, nicht zuletzt auch wegen des verbreiteten Analphabetismus, für solche Autonomieprozesse sehr gut.“

Olivia Heussler begreift ihre Fotografie auch als selbstgeleitete Menschenrechtsarbeit. Mit ihrer Auswahl der Aktionsorte folgt sie nicht der allgemeinen mediengeleiteten Aufmerksamkeit, sondern geht selbstbestimmt den eigenen Interessen nach. Heussler reist unabhängig, oft in Kooperation mit ausländischen Menschenrechtlern anderer Metiers sowie mit Engagierten vor Ort. So entstanden etwa die bedeutenden Arbeiten zu Kurdistan sowie zu den Palästina und zu Nicaragua, die in etlichen Galerien und Museen zu betrachten waren.

## Einzelausstellungen
- 1986 Nicaragua, Produzentengalerie, Zürich
- 1987 Nicaragua, Galería Fernando Gordillo, Managua
- 1988 Nicaragua, Nikon Live Galerie, Zürich
- 1991 Von Zeit zu Zeit, Galerie Mitte, Dresden
- 1991 Bildbruchbild, Universität Zürich
- 1993 Jenseits von Jerusalem, Photoforum Pasquart, Biel
- 1994 Femmes occupées, Saint Gervais, Genf
- 1995 Femmes occupées, Mois de la Photo, Bratislava
- 1996 Zone of conflicts, Zafta Municipality, Haifa
- 1996 Von Zeit zu Zeit, Galleria La Rada, Locarno
- 2002 Vies des femmes, Bundesamt für Flüchtlinge BFF, Bern
- 2002 Vies des femmes, Segmentgalerie am Hof OSZE, Hauptsitz der Vereinten Nationen, Wien
- 2003 Via Gottardo, Leica Galerie, Biel
- 2003 Via Gottardo, Nationales Museum, Sankt Gotthard, Hospiz
- 2009 Der Traum von Solentiname Kunstraum Winterthur
- 2010 Zürich, Sommer 1980, Message salon, Zürich
- 2014 Zürich. Photobastei, Zürich
- 2017 Contres Pouvoirs, Halle au Blé, Altkirch, France
- 2019 Zurich, the 80s, Residence of the Swiss Ambassador, Photo Month Belgrade, Serbia
- 2020 Zurich, the eighties, Photobastei, Zürich

## Buchveröffentlichungen
- vonZeitzuZeit. Ausstellungskatalog. Dresden 1991.
- Jenseits von Jerusalem, Out of Jerusalem. Texte: Martin Woker, Ruchama Marton, Sumaya Farhat-Naser. Benteli, Bern 1993, ISBN 3-7165-0896-9. (deutsch, englisch)
- Schichtwechsel: ein Tag in der Arbeitswelt der Schweiz. Fotos von Olivia Heussler. Rotpunktverlag, Zürich 1996, ISBN 3-85869-135-6.
- Gotthard: das Hindernis verbindet. Marc Valance, Mic T. Ganz. Fotos von Olivia Heussler. Werd Verlag, Zürich 2003, ISBN 3-85932-451-9.
- Der Traum von Solentiname/The dream of Solentiname. Nicaragua 1984–2007 Fotografie. Mit Texten von Sergio Ramirez, Martin Heller und Olivia Heussler. Edition Patrick Frey, Zürich, 2009, ISBN 978-3-905509-79-3. (deutsch, englisch)
- Zürich, Sommer 1980 Fotografie. Mit einem Text von Stefan Zweifel. Edition Patrick Frey, Zürich 2010, ISBN 978-3-905509-89-2. (deutsch, englisch)
- El sueño de Solentiname/The Dream of Solentiname. Fotografias Nicaragua 1984–2007 Edición en Español y Inglés con un Prologo de Sergio Ramirez Mercado y un Epilogo de Martin Heller, por IHNCA-UCA, Managua, Nicaragua 2010, ISBN 978-99924-986-4-4.

## Bildunterschriften als Werkbeispiele
Der umfassende Dokumentationsband Das Bild der Menschenrechte enthält die folgenden Werke von Olivia Heussler:
Diskriminierungsverbot: Tschechische Republik, Brno/Brünn, 1992: „Death for Gipsies!“ (S. 109 oben), Guatemala, 1985: Eine Aktion der Frauengruppe Grupo de Apoyo Mutuo (Gruppe gegenseitiger Unterstützung) (S. 143 oben), Honduras, Tegucigalpa, April 1984: Eine Zusammenkunft von Generälen der honduranischen Armee (S. 143 unten), Schweiz, Zürich, März 1993: Flüchtlinge aus Sri Lanka beim Deutschunterricht (S. 149), Recht auf Privatleben: Italien, Brindisi, 1992: Polizeirazzia im Viertel il Paradiso (S. 339 oben), Recht auf Arbeit: Pakistan, Quetta, 2001: Drei Hazara-Kinder arbeiten als Teppichweber, zehn Stunden am Tag, sieben Tage in der Woche und für 30 $ im Monat (S. 511), Nicaragua, Mulukukú, 1994: Frauen der Kooperative Maria Luisa Ortiz in ihrer Zimmerei (S. 516), Schutz des Eigentums: Schweiz, Zürich, 1988; Schrebergarten (S. 531 oben), Recht auf faires Verfahren und Folterverbot: Türkei, Ankara, Dezember 1990: Richter Muhittin Mihcak während eines Verfahrens gegen drei kurdische Rechtsanwälte (S. 584 unten), Guatemala, Guatemala-Stadt, 1985: Auf einem öffentlichen Platz stehen Menschen vor einer Liste vermisster Personen (S. 605 unten), Recht auf freie Meinungsäusserung und politische Rechte: Rumänien, Sibiu, 20. Mai 1990: Die Roma-Familie Mihai geht zum ersten Mal zur Wahl (S. 646), Rumänien, Sibiu, 20. Mai 1990: Frau Mihai, eine Roma, geht zum ersten Mal in vierzig Jahren zur Wahl (S. 653 oben).

## Videos
- Fredy Meier – Fluchtkanal: der Zürcher Bewegungsaktivist im Gespräch mit Hans Haldimann 28. Juni 1988 (zusammen mit Hans Haldimann). Zürich 1988, 1 DVD-Video, Teile 1–2; Produktion: Olivia Heussler.[4]
- Cada dia historia Produktion; Onixfilms: Gabrielle Baur, Kristina Konrad[5]
- Polo de Yale, Nicaragua 1986 (zusammen mit Felix Zurita), 1986, 1 DVD-Video; Produktion: Gabrielle Baur, Kristina Konrad, Olivia Heussler, Felix Zurita.[4]
- Tod von Yvan Leyvraz Nicaragua, 1986[6]
- Nacatamales 7‘, 1996 Esteli Nicaragua[7]
- Pollo deshuesado 7‘, 1996 Esteli, Nicaragua[8]
- Olivia Heussler, unabhängige Fotografin. 2017 Zürich CH[9]